# Margareta de Valois
Margareta de Valois (n. 14 mai 1553, Saint-Germain-en-Laye⁠(d), Île-de-France, Franța – d. 27 martie 1615, Paris, Regatul Franței), cunoscută și sub numele de Regina Margot, a fost mai întâi regină a Navarrei, apoi regină a Franței și ducesă de Valois.
Născută la palatul Saint-Germain-en-Laye, Margareta era fiica lui Henric al II-lea al Franței și a Caterinei de Medici. Aparținea ramurii Valois- Angoulême din dinastia Capețienilor. Trei din frații săi au devenit regi ai Franței: Francisc al II-lea, Carol al IX-lea și Henric al III-lea. Sora sa, Elisabeta de Valois, va deveni cea de-a treia soție a regelui Filip al II-lea al Spaniei.
Prin căsătoria cu Henric al III-lea de Navarra (care mai târziu va deveni rege al Franței cu numele de Henric al IV-lea) devine regină a Navarrei. Căsătoria, care trebuia să celebreze reconcilierea dintre catolici și hughenoți, va fi umbrită de masacrul din noaptea Sfântului Bartolomeu și de dezordinile religioase ce reîncep. Episodul descris în Marea Cronică (La Grande Chronique), a fost folosit ca sursă de documentare pentru scriitorii secolului al XIX-lea. După moartea fratelui său, Henric al III-lea al Franței, ea rămâne ultimul vlăstar al ramurii de Valois. Latinistă excepțională, de o inteligență sclipitoare, a jucat un rol semnificativ în viața culturală de la curte, mai ales după întoarcerea din exil în 1605. A fost constrânsă să trăiască în exil, la Auvergne, aproape douăzeci de ani (1586-1605), perioadă în care își scrie memoriile. Contemporanii săi au recunoscut că dintre toți copiii Caterinei de Medici, Margareta era singura care avea frumusețe (a fost supranumită perla Valois), sănătate (a trăit cel mai mult dintre toți membrii familiei Valois), inteligență și energie. Pentru istoria literară a Franței, Margareta a fost mai mult decât consoarta regelui Henric al IV-lea și sora regelui Francisc al II-lea. Deși fără tutela casei regale nu ar fi reușit să ajungă cea mai importantă femeie din vremea ei, este foarte adevărat că fără moștenirea intelectuală pe care a lăsat-o, nu ar fi pomenită azi drept cea mai importantă femeie din Renașterea franceză. Protectoare a lui Rabelais și a lui Pierre de Ronsard, a corespondat cu Erasmus și Calvin. Teologii de la Sorbona au acuzat-o de erezie. Generozitatea ei față de cei mai străluciți artiști și scriitori ai epocii nu a fost egalată decât de grija pentru cei mai umili dintre supuși. A construit spitale și trei mănăstiri, a insistat pentru traducerea Bibliei în limba franceză, dar și pentru cea a Decameronului.

## Primii ani

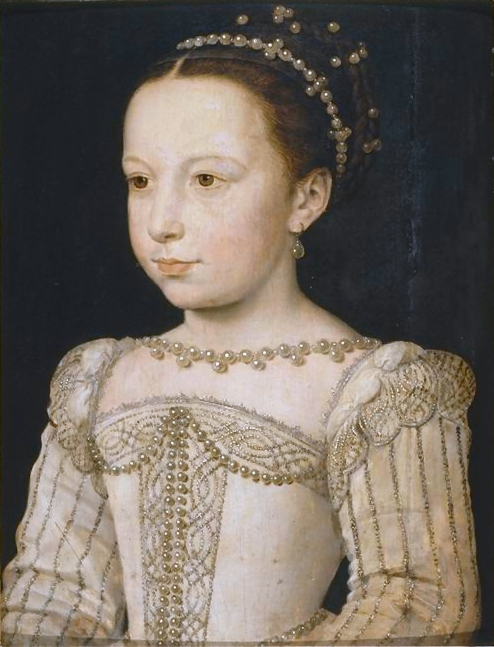
Margareta, portret de François Clouet, cca. 1560

Margareta era al șaptelea copil a lui Henric al II-lea și al Caterinei de Medici. Nu a avut timp să-și cunoască bine tatăl, acesta murind când ea avea doar șase ani. Cu mama sa raporturile erau reci, având pentru ea un amestec de teamă și admirație. A crescut alături de frații săi François și Alexandru Eduard, viitorul Henric al III-lea al Franței, pentru că surorile sale erau deja căsătorite și trăiau cu respectivii soți. Învață să vorbească corect latină, greacă, italiană și spaniolă. Când Henric al II-lea urcă pe tronul Franței, ea trăiește la curte împreună cu frații săi mai mici și tânărul Henric al III-lea de Navarra. Are raporturi optime cu frații săi datorită cărora gurile rele mai târziu îi vor acuza de incest. Mai târziu când își scrie memoriile, povestește cum în 1568 Carol al IX-lea pleacă să ia comanda armatei regale și îi încredințează rolul de ai apăra interesele alături de mama lor. Ea foarte încântată, își ia rolul foarte în serios, dar la întoarcere el nu-i arată în nici un fel recunoștință. Între timp trăiește în secret o relație amoroasă cu Henric I duce de Guise care aparținea opoziției casei regale. Se spune că atunci când au prins-o asupra faptului, Caterina și frații Margaretei au avut o reacție foarte violentă (mai ales că erau în curs tratative pentru căsătoria Margaretei), au tras-o jos din pat rupându-i cămașa, dându-i pumni și smulgându-i părul. Acest episod ar putea fi la originea «urii fraterne durabile» cu fratele său Henric și a răcirii raportului cu mama sa. Ducele de Guise a fost primul dintr-o lungă listă de relații amoroase ce i-au fost atribuite: Joseph Bonifacio de La Môle, Jacques de Harlay, Seigneur de Champavallon, Louis de Bussy d'Amboise. Ce e sigur este faptul că ea a primit o educație optimă și avea calitatea de a străluci la curte prin frumusețea sa ("dacă există cineva de o frumusețe perfectă în această lume aceasta este regina de Navarra", scria Brântome). E dificil de separat realitatea de ficțiune, unele din aceste relații fiind nefondate, ca cele incestuoase cu frații săi, altele fiind platonice.

## O căsătorie politică

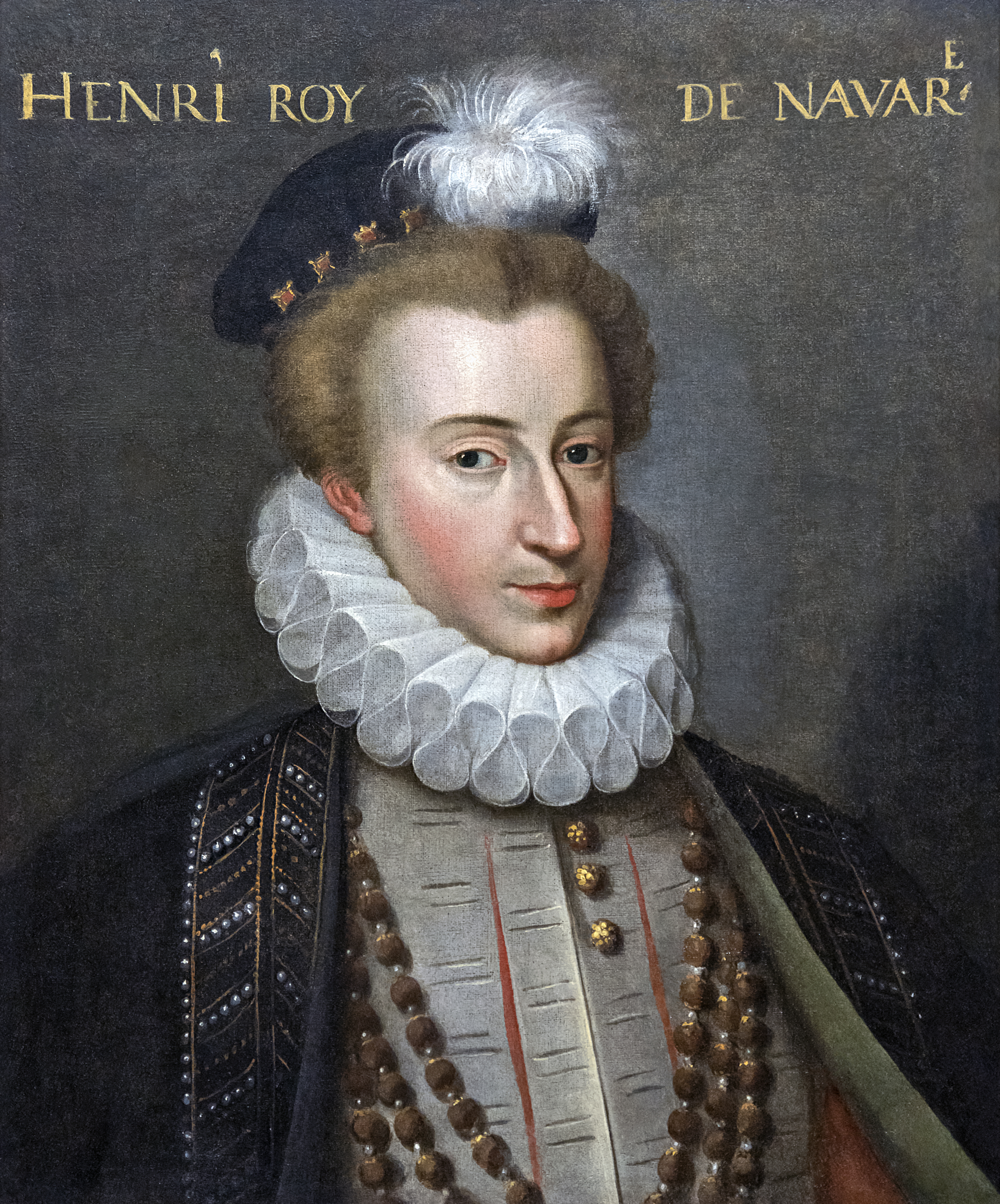
Henric al III-lea de Navarra, soțul Margaretei

La sfârșitul lui 1560 Caterina de Medici a încercat să o căsătorească pe Margareta cu Don Carlos fiul regelui Spaniei Filip al II-lea, iar mai târziu cu Sebastian I al Portugaliei, dar în ambele cazuri tratativele au eșuat. Așa s-a luat în considerare căsătoria cu Henric al III-lea de Navarra, care în caz că familia de Valois nu avea urmași, moștenea tronul Franței și poseda mari teritorii în sud-vestul țării. Pe de altă parte ar fi reprezentat o reconciliere între cele două fracțiuni religioase. Tratativele au fost lungi și dificile, Ioana a III-a a Navarrei nu avea încredere în Caterina și cere convertirea Margaretei la protestantism. Într-un final cedează în fața încăpățânării Margaretei, care nu vrea să renunțe la religia catolică și împinsă de partidul protestant acceptă căsătoria. Ioana va muri puțin mai târziu, iar fiul său Henric, va urca pe tronul Navarrei. Margareta inițial se opune, dar constrânsă de mama și fratele său acceptă. Această căsătorie, între două persoane ce aparțineau  a două religii diverse, era ceva neobișnuit în acele timpuri. Fără să aștepte dispensa papală necesară uniunii a două persoane de religie diferită și înrudite (amândoi erau descendenții lui Carol de Valois Angoulême), nunta va fi celebrată în 18 august 1572. Pentru a satisface numeroșii  hughenoți veniți la Paris, binecuvântare nupțială are loc în curtea catedralei Notre-Dame, evitând astfel ca ei să asiste la slujba religioasă și fu dată de cardinalul de Bourbon în calitate de unchi a lui Henric de Navara, nu în calitate de preot. După nuntă s-a sărbătorit trei zile.

## Noaptea Sfântului Bartolomeu

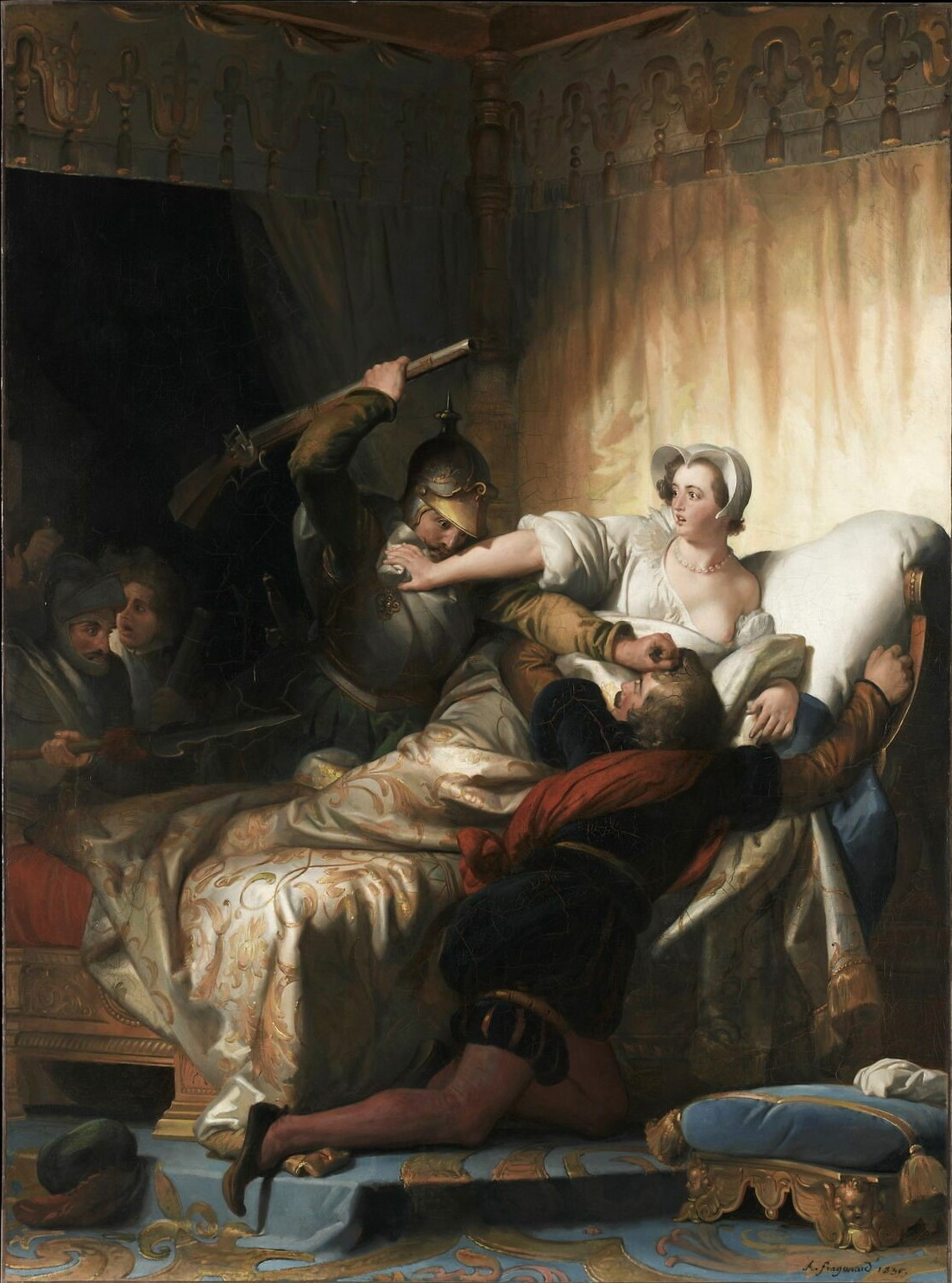
Margareta protejează un hughenot în camera sa, în timpul nopții Sfântului Bartolomeu. Pictură de Alexandre-Évariste Fragonard.

Liniștea între catolici și hughenoți durează puțin. La doar câteva zile după nuntă are loc atentatul împotriva amiralului Coligny căpetenia protestanților. În noaptea de 24 august 1572 hughenoții au fost masacrați la Paris (unde veniseră în număr mare cu ocazia nunții), dar și în interiorul Luvrului. Ca să-și salveze viața Henric al III-lea de Navarra se preface că se convertește la catolicism. Un gentilom hughenot grav rănit, Gabriel de Levis, viconte de Leran, se ascunde în camera Margaretei, iar aceasta îi salvează viața. Masacrul nu sfârșește în acea noapte, ce va rămâne în istorie cu numele de Noaptea Sfântului Bartolomeu, ci continuă săptămâni întregi în toată țara. În 1574 Carol al IX-lea al Franței e pe moarte, iar hughenoții și catolicii moderați pregătesc un complot pentru a pune mâna pe putere. La conducere erau fratele mai mic al regelui François duce d'Alençon și Henric al III-lea de Navarra. Conspirația eșuează și doi complici sunt arestați și decapitați. Unul dintre aceștia e de La Môle presupus iubit a lui Margareta, cel care l-a inspirat pe Alexandre Dumas tatăl când a scris romanul Regina Margot. Henric și François sunt arestați și închiși în castelul Vincennes, dar apoi eliberați condiționat. În 1575 François fuge, iar Henric fuge și el în 1576, fără a o aviza pe Margareta. Raporturile dintre ei erau deteriorate mai ales din cauza amantei lui Henric, Charlotte de Sauve. Henric lua legătura cu soția doar pentru interesele lui, în rest o lăsa deoparte. După fuga fratelui și a soțului, Margareta este închisă în camerele sale la Luvru, cu gărzi în fața ușilor pentru că regele o considera complice. François, care preluase conducerea hughenoților refuză negocierile, atât timp cât ea e ținută prizonieră. Eliberată, ea participă cu mama sa la negocieri și se ajunge la un rezultat foarte avantajos pentru protestanți, Edictul de la Beaulieu.

## Expediția în Țările de Jos

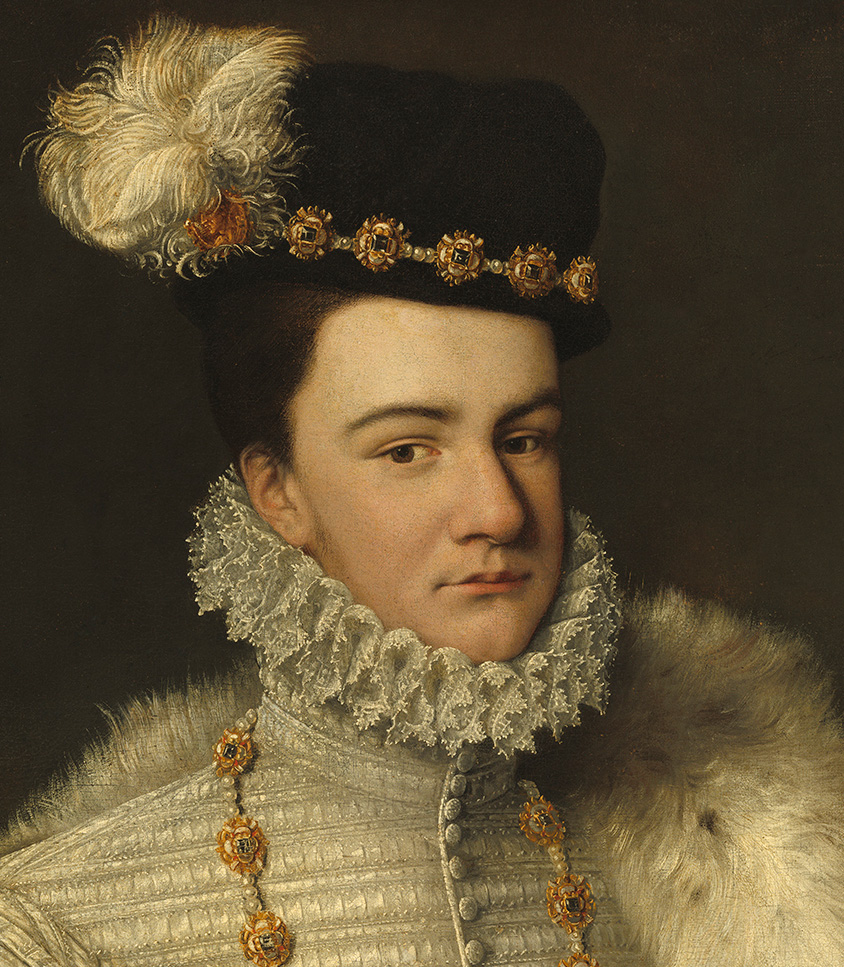
Francisc d'Alençon, fratele mai mic al Margaretei

În 1577, la reînceperea războiului civil,  Margareta împărțită între fidelitatea pentru fratele său și datoria către soț, cere permisiunea să plece în sudul Țărilor de Jos (nordul Franței și Belgia din prezent) în numele fratelui ei mai mic, ducele d'Alençon. Flamanzii, revoltându-se împotriva dominației spaniole în 1576, păreau dispuși să ofere tronul unui principe străin tolerant și dispus să le ofere forțele diplomatice și militare necesare cuceririi independenței. Henric al III-lea a acceptat propunerea, sperând că așa se va elibera într-un final de această soră incomodă. Sub pretextul unei cure de băi termale la Spa, în Belgia, la începutul verii Margareta pleacă cu un alai somptuos. A dedicat două luni misiunii sale: la fiecare etapă a călătoriei, în timpul recepțiilor fastuoase, se întreținea cu gentilomii ostili Spaniei, lăudându-și fratele și încercând să-i convingă să se alieze cu el. Face cunoștință cu guvernatorul Țărilor de Jos, Ioan de Austria, învingătorul din bătălia de la Lepanto, cu care are câteva întâlniri cordiale. Pentru ea, care era interesată mai mult de recepții decât de politica locală, întoarcerea în Franța a fost plină de evenimente, traversând o țară în plină revoltă. În final, acțiunile sale nu i-au fost de nici un folos ducelui d'Alençon.

## Curtea din Nérac

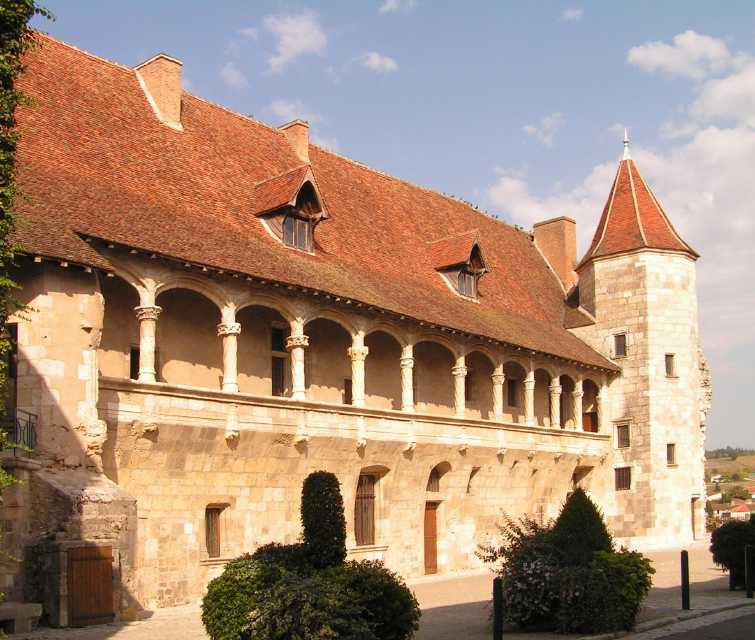
Castelul Nérac

După misiunea în Țările de Jos pentru a-l ajuta pe fratele mai mic, la curte atmosfera era încordată. Se multiplicau ciocnirile între mignon a lui Henric al III-lea și susținătorii ducelui d'Alençon, la conducerea cărora era Louis de Clermont d'Amboise presupus amant al Margaretei. Situația rămâne stabilă până în 1578 când Henric al III-lea află de implicarea ducelui d'Alençon într-un complot: îl arestează în plină noapte și îl închide în camera lui, unde Margareta vine să-l viziteze. Bussy în schimb este închis la Bastilia. După câteva zile Alençon evadează, cu ajutorul unei frânghii aruncate de la fereastră de sora sa. Puțin mai târziu Margareta, care neagă orice implicare în fuga lui d'Alençon, are permisiunea să se ducă la soțul său.   
Cu speranța de a aplana conflictele izbucnite în sud vestul țării, Caterina de Medici o însoțește împreună cu cancelarul Guy du Faur de Pibrac. În timpul călătoriei au fost date petreceri fastuoase în orașele prin care treceau. La sfârșitul călătoriei au fost primite destul de rece de Henric de Navara. Caterina și ginerele se pun de acord asupra edictului de pace de la Nérac din 1579, iar regina mamă se întoarce la Paris. După plecarea Caterinei, cuplul a locuit o perioadă la Pau unde Margareta a avut de suferit deoarece nu putea practica religia catolică. Apoi se mută la Nérac, capitala ducatului d'Albret, care aparținea Franței și unde intoleranța religioasă care era la Pau, care făcea parte din Béarn, nu era aplicată. În jurul Margaretei se formează o adevărată academie literară: Théodore Agrippa d'Aubigne care era și tovarăș de arme a lui Henric de Navara, Guillaume de Sallustre Du Bartas, Michel de Montaigne. Agrippa d'Aubigne scria despre curtea de la Nérac: "Compusă din nobili valoroși și dame minunate, curtea din Navarra nu era în nici un mod inferioară celei a Franței. Regina îl învață pe soțul ei că fără amor un cavaler este fără suflet și acest amor ea îl practică liber dorind să demonstreze că admisiunea publică este semn de virtute,secretețea semnul viciului. Astfel principele învață să fie amabil cu curtezanii soției, iar ea să fie amabilă cu amantele soțului". Curtea din Nérac a fost faimoasă mai ales pentru numeroasele aventuri amoroase care mai târziu l-au inspirat și pe Shakespeare, care găsește inspirație pentru Zadarnicele chinuri ale dragostei. Margaretei i se atribuie o relație cu unul dintre cei mai iluștri tovarăși ai soțului ei, vicontele de Turenne. În 1579 izbucnește al șaptelea război religios numit și războiul amanților, pentru că s-a crezut în mod eronat că a izbucnit din cauza Margaretei. În realitate conflictul a izbucnit din cauza unei întâlniri dintre Henric de Navara și un locotenent al regelui Franței, în Guyenna, care era sub jurisdicția regelui Henric de Navara. Durează puțin, datorită Margaretei, care sugerează să se apeleze la ducele d'Alençon pentru tratative, care au durat puțin și fu semnată pacea de la Fleix în 1580. Atunci, Margareta se îndrăgostește de un mare scutier al fratelui său Jacques de Harlay, de Champvallon. În scrisorile scrise de ea se vede o concepție a dragostei influențată de neoplatonism, în care era privilegiată unirea minților, pentru a ajunge la o fuziune a sufletelor, ceea ce nu înseamnă că Margareta ar fi refuzat amorul fizic.

## Întoarcerea la Paris
După plecarea ducelui d'Alençon, situația Margaretei începe să se deterioreze. Responsabilă de acest lucru este o domnișoară de onoare a Margaretei, Françoise de Montmorency-Fosseux, de care Navara se îndrăgostește când aceasta avea 14 ani. Fiind însărcinată, aceasta începe să-l pună împotriva soției pe Navara, poate cu speranța că înlăturată Margareta, acesta o va lua de soție. Mai târziu va scrie în memoriile sale „Dumnezeu a vrut ca ea să nască o fetiță care a murit imediat”. În 1582 la invitația fratelui și mamei sale care sperau să-l atragă pe regele Navarrei la curte, Margareta se întoarce la Paris.
Primirea este rece, deoarece fratele său o considera responsabilă de ultimul conflict. Situația continuă să se înrăutățească: în timp ce Henric al III-lea alternează crize de misticism unei vieți destrăbălate, Margareta încurajează satirele la adresa fratelui său, în timp ce ea însăși e în centrul scandalurilor. În iunie 1583 ea se îmbolnăvește și sunt voci că ar fi însărcinată cu amantul său. În august 1583 regele o gonește de la curte, o acțiune fără precedent ce atrage atenția Europei întregi, mai ales din cauza modului în care pleacă Margareta, acoperită de multe umiliri. Regele traversează alaiul surorii sale ignorând-o. După aceea oprește caleașca ei și arestează câțiva servitori, pe care mai târziu îi interoghează el însuși cu privire la un presupus avort al Margaretei. O întoarcere în Navara pare imposibilă, regele Navarei nu o vrea înapoi datorită numeroaselor bârfe care circulau pe seama ei. Soțul Margaretei cere explicații lui Henric al III-lea și mai apoi recompense datorită situației create. În tot acest timp Margareta rămâne într-o situație incertă așteptând sfârșitul negocierilor dintre cei doi. Cu acest pretext Henric de Navarra ia în posesie Mont-de-Marsan, pe care Henric al III-lea i-l cedează pentru a pune capăt acestei situații. După opt luni Margareta se reunește cu soțul său care o primește cu răceală datorită relației ce o avea cu amanta sa de atunci, Diane de'Andouins, numită și frumoasa Corisande. În 1584 moare fratele mai mic al Margaretei, ducele d'Alençon.

## Revolta și prizonieratul

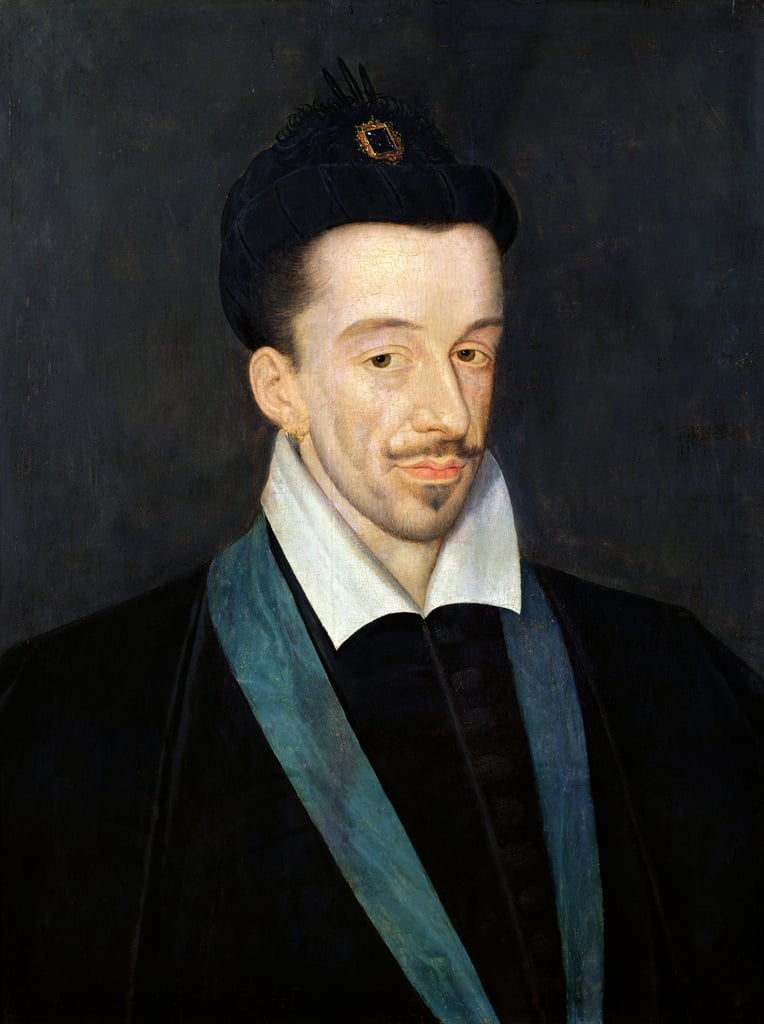
Henric al III-lea, de François Quesnel

În martie 1585, renegată de soț și de familia sa Margareta intră în Liga catolică care reunește catolicii intransigenți și toate persoanele ostile politicii  lui Henric al III-lea ca și lui Henric de Navara. Ia în stăpânire Agen, oraș care făcea parte din dota sa. Întărește fortificațiile și, recrutând trupe, începe să cucerească orașele înconjurătoare. Dar locuitorii din Agen, la un moment dat sătui de pretențiile ei, se revoltă și se pun de acord cu generalul regelui. Margareta e nevoită să fugă. În noiembrie se stabilește la castelul Carlat, care era proprietatea sa și cu un grup de nobili adună în grabă o armată încercând să cucerească regiunea Argenais, dar dă greș. La sosirea trupelor regale este nevoită să fugă din nou. Găsește refugiu la castelul d'Ibois proprietate a reginei Caterina, dar în octombrie 1586 este asediat de trupele regelui Franței și apoi trebuie să aștepte o lună pentru a afla care îi va fi soarta. În noiembrie fratele său decide să fie închisă în castelul Usson, care fusese închisoare pe vremea lui Ludovic al XI-lea. El însuși a scris "cu cât timpul trece, cu atât simt și recunosc ticăloșia acestei mizerabile. Cel mai bun lucru ce Dumnezeu ar putea face pentru ea și pentru noi, ar fi să și-o ia înapoi". Din noiembrie 1586 până în iulie 1605 rămâne prizonieră. Se spune că detenția nu fusese foarte grea: temnicerul său, Jean Timoleon de Beaufort-Montboissier, îi ușurează condițiile fiind sedus de ea, chiar dacă nu există dovezi. Aici ea înființează un teatru, o nouă trupă de muzicieni,  înconjurându-se de scriitori și intelectuali, chiar dacă condițiile financiare nu erau grozave. Regina Caterina care în trecut își ajutase de multe ori fiica, părea că-și pierduse interesul pentru ea. Din moment ce odată cu moartea ducelui d'Alençon, Henric al III-lea de Navara este urmașul direct la tronul Franței, iar cu Margareta nu avea descendenți, Caterina de Medici dorește ca el s-o ia în căsătorie pe nepoata ei preferată Cristina de Lorena. Regina mamă moare în ianuarie  1589. Pentru a-și ocupa timpul, Margareta își scrie memoriile dedicate lui Pierre de Bourdeille numit și Brantôme. Citește multe opere, mai ales religioase, și începe să primească vizitele mai multor scriitori printre care Honore d'Urfé și Brantôme.

## Împăcarea și întoarcerea la Paris
În august 1589 moare Henric al III-lea al Franței, iar Henric de Navara urcă pe tronul Franței cu numele de Henric al IV-lea al Franței. Margareta încă prizonieră devine virtual regina Franței. Henric al IV-lea este încoronat doar în 1594 la catedrala din Chartes după ce reneagă din nou religia protestantă. Deja în 1593 Henric o contactează pe Margareta pentru divorț, el visând să se căsătorească cu amanta lui, Gabrielle d'Estrées, de la care are un fiu César de Bourbon, duce de Vendôme. Pentru prima oară ea are ocazia să țină în mână soarta familiei regale și refuză divorțul, spunând că doar o prințesă de aceeași clasă cu ea îi va lua locul. În final, Margareta acceptă divorțul în schimbul unor recompense consistente, dar în noaptea de 9-10 aprilie Gabrielle moare. Papa Clement al VIII-lea anulează căsătoria în 24 octombrie 1599 pentru următoarele motive: consangvinitatea celor doi soți (fiind amândoi descendenții lui Carol Valois-Angoulême), sterilitatea Margaretei care nu reușise să dea naștere unui urmaș. Obține Agenois, Condomois, Rouergue și ducatul de Valois.

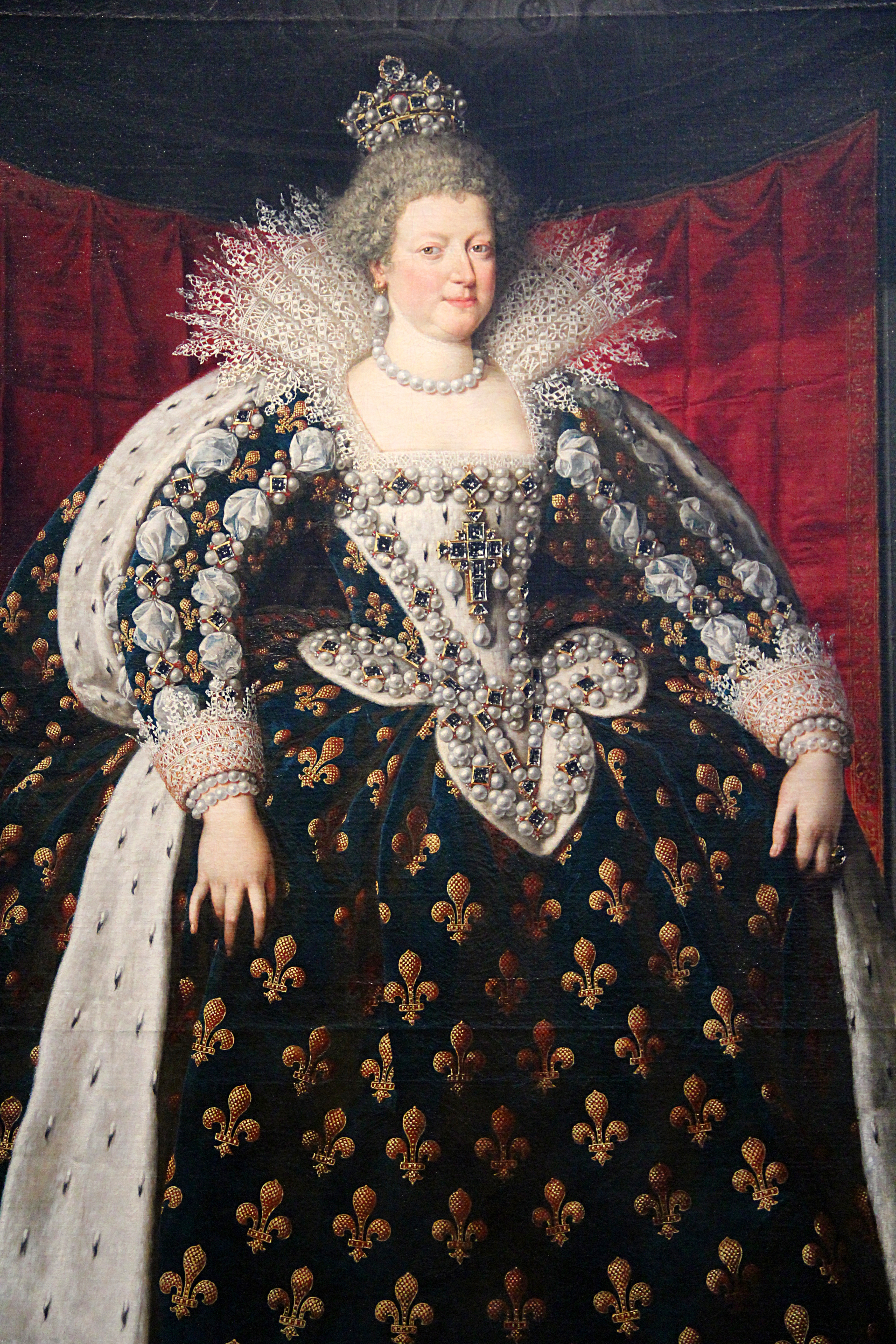
Maria de Medici a doua soție a lui Henric al IV-lea al Franței

 Henric îi plătește toate datoriile și îi acordă o pensie. Își păstrează titlul de regină a Franței și îl obține pe cel de ducesă de Valois. La 17 decembrie 1600 Henric al IV-lea o ia în căsătorie pe Maria de Medici, care după nouă luni îi dăruiește un fiu. În iulie 1605 are permisiunea să părăsească Usson și se mută pentru un timp la palatul Madrid, apoi la Paris, la Hôtel de Sens. Ea dorește să se întoarcă la Paris nu numai pentru viața de la curte, ci și pentru a rezolva câteva chestiuni financiare. După moartea Caterinei de Medici, Margareta pierde moștenirea maternă datorită unor documente ce o dezmoșteneau. Henric al III-lea face în așa fel ca toate bunurile Caterinei de Medici să fie date lui Carol de Valos, fiu natural a lui Carol al IX-lea. Margareta avea însă documente care o făceau moștenitoarea universală a Caterinei.

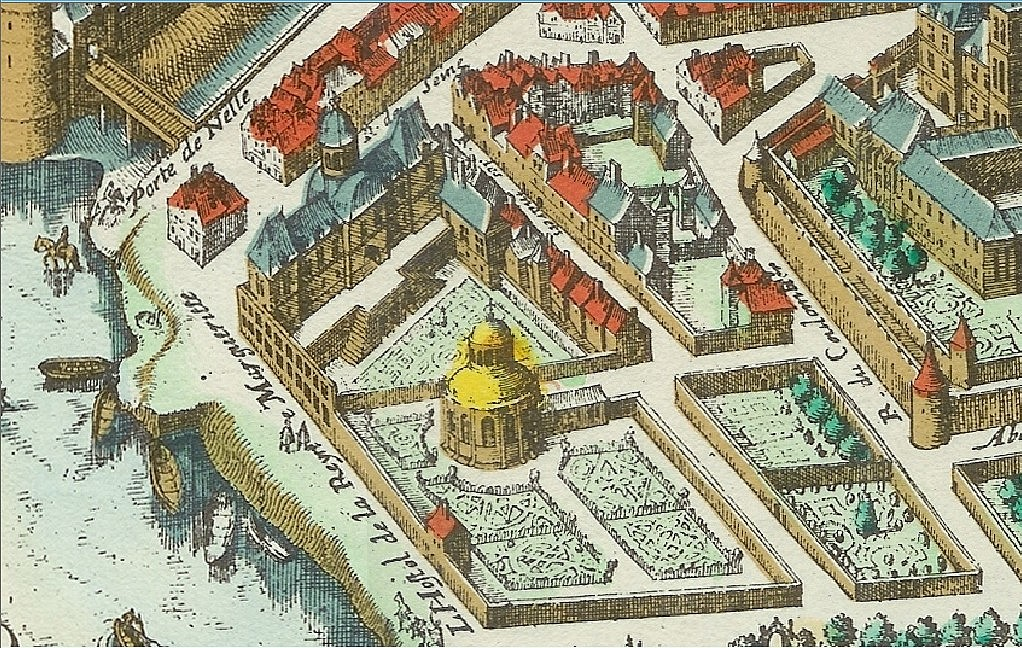
Hotelul Regina Margareta

În 1606 reușește să pună mâna pe întreaga moștenire. În 1607 pune să se construiască pe malul stâng al Senei, în fața Luvrului, un hotel, care astăzi nu mai există cu excepția capelei din curtea Bonaparte. Dă recepții fastuoase cu spectacole teatrale și balete, care țineau până târziu. Deschide un salon literar unde erau prezenți scriitori, filozofi, poeți printre care: Marie de Gournay, Philippe de Desporte, François Mainard... Margareta reia raporturile cu Henric și devine prietenă cu Maria de Medici. După moartea lui Henric al IV-lea, în 14 mai 1610, Maria obține regența pentru fiul său minor și dorește ca Margareta să fie prezentă la încoronare. La botezul fiului său Gastone de Orléans, în 15 iunie 1610 o numește nașă pe Margareta. Deja din 1606 Margareta îl numește moștenitor universal pe fiul Mariei, viitorul Ludovic al XIII-lea al Franței. Ca regentă, Maria îi încredințează Margaretei și roluri diplomatice cum ar fi primirea ambasadorilor străini la curte, sau negocierea cu reprezentanții clerului. Margareta de Valois, ultima descendentă a acestei vechi familii regale, moare în 27 martie 1615 la Paris, dar înmormântarea oficială  are loc doar în 20 iunie 1616. Va fi înmormântată în capela familiei de Valois, la Saint-Denis. În timpul revoluției franceze, în 17 octombrie 1793, mormântul său este jefuit, iar resturile sale sunt luate de mulțimea furioasă și îngropate într-o groapă comună. Èliane Viennot scria: „Femeia care a murit în fața Luvrului, e un personaj intrat în legendă. Epoca o vrea așa. Toți cei mari care au reușit să supraviețuiască a patruzeci de ani de războaie civile și să  se întoarcă în primele rânduri, la sfârșit trec drept eroi”.

## Literatură
- Regina Margot, roman scris de Alexandre Dumas tatăl în 1845.

## Muzică
- Hughenoții, operă compusă de Giacomo Meyerbeer în 1836.

## Film
- Regina Margot, film francez din 1954 cu Jeanne Moreau.
- Regina Margot, film francez din 1994 cu Isabelle Adjani.
- Regina Margot, film tv.francez din 1961 cu Françoise Prévost.
- Henric al IV-lea, film german din 2010, inspirat de Henric al IV-lea de Heinrich Mann.

## Teatru
- Zadarnicele chinuri ale dragostei, piesă de teatru de William Shakespeare scrisă în 1594-1595.
- Margot piesă de teatru de Éduard Bourdet, scrisă în 1935.